# STS-51-L
La STS-51-L fu la venticinquesima missione Programma Space Shuttle. Tristemente ricordata come la missione in cui il Challenger si disintegrò durante la fase di decollo. Nella missione morirono tutti i membri dell'equipaggio a causa dell'esplosione dell'orbiter per un guasto a una guarnizione, detta O-ring, nel segmento inferiore del razzo a propellente solido (Solid-fuel Rocket Booster, SRB) destro. La rottura della guarnizione provocò una fuoriuscita di fiamme dall'SRB che causarono un cedimento strutturale del serbatoio esterno (External Tank, ET) contenente idrogeno ed ossigeno liquidi.

## Equipaggio
| Ruolo                   | Equipaggio | Equipaggio |
| ----------------------- | --- | --- |
| Comandante              | Dick Scobee pilotò la missione STS-41-C del Challenger durante la quale venne messo in orbita un satellite e ne venne riparato un altro.                                            | Dick Scobee pilotò la missione STS-41-C del Challenger durante la quale venne messo in orbita un satellite e ne venne riparato un altro.                                            |
| Pilota                  | Michael John Smith Primo volo veterano della guerra del Vietnam, ricevette numerose decorazioni per il combattimento tra cui la Distinguished Flying Cross.                         | Michael John Smith Primo volo veterano della guerra del Vietnam, ricevette numerose decorazioni per il combattimento tra cui la Distinguished Flying Cross.                         |
| Specialista di missione | Judith Resnik fu una specialista di missione nella missione inaugurale STS-41-D del Discovery e la seconda donna americana nello spazio.                                            | Judith Resnik fu una specialista di missione nella missione inaugurale STS-41-D del Discovery e la seconda donna americana nello spazio.                                            |
| Specialista di missione | Ellison Onizuka ingegnere di volo dell'aeronautica militare, volò nella missione STS-51-C con il Discovery, la prima missione dello Space Shuttle per il Dipartimento della Difesa. | Ellison Onizuka ingegnere di volo dell'aeronautica militare, volò nella missione STS-51-C con il Discovery, la prima missione dello Space Shuttle per il Dipartimento della Difesa. |
| Specialista di missione | Ronald McNair fisico dello Hughes Research Laboratories, volò anche nella missione STS-41-B.                                                                                        | Ronald McNair fisico dello Hughes Research Laboratories, volò anche nella missione STS-41-B.                                                                                        |
| Specialista del carico  | Gregory Jarvis Ex capitano della Air Force e membro dello staff della Hughes Aircraft.                                                                                              | Gregory Jarvis Ex capitano della Air Force e membro dello staff della Hughes Aircraft.                                                                                              |
| Specialista del carico  | Christa McAuliffe selezionata per essere la prima insegnante in un programma spaziale, nell'ambito del progetto Teacher in Space.                                                   | Christa McAuliffe selezionata per essere la prima insegnante in un programma spaziale, nell'ambito del progetto Teacher in Space.                                                   |

## Parametri della missione
- Massa:
  - Navetta al lancio: 121778 kg
  - Navetta al rientro: 90584 kg (pianificato)
  - Carico utile: 21937 kg
- Perigeo: 285 km (pianificato)
- Apogeo: 295 km (pianificato)
- Inclinazione: 28,5°
- Periodo: 1 ora, 30 minuti e 24 secondi (pianificato)

## Causa del fallimento
A causa delle cattive condizioni meteorologiche, un'O-Ring del razzo a propellente solido laterale destro cedette lasciando una via di fuga aggiuntiva ai gas di scarico incandescenti della combustione del propellente, e il responsabile della missione propose di rimandare un'altra volta il lancio del veicolo per riparare i due booster, a causa di una sua esperienza passata con lo Space Shuttle Atlantis, dove avrebbero rischiato lo stesso incidente per lo stesso motivo, ma nonostante le prove, tutti i dirigenti votarono per il lancio.
Il carburante utilizzato nei due SRB laterali, conteneva circa il 16% di alluminio, che dopo l'accensione dei booster, produce scorie dovute alla combustione. Le scorie avevano tappato il buco formato dal cedimento dell'O-Ring, impedendo momentaneamente la fuoriuscita dei gas combusti, motivo per cui non esplose subito dopo il decollo, riuscendo a compiere la manovra di cabrata e a raggiungere il Max-Q ad un'altezza di 10 Km. la fortissima pressione aerodinamica durante il Max-Q causò la fuoriuscita delle scorie di alluminio dalla fessura, con la conseguente fuoriuscita delle fiamme a 5000 Km/h prodotte alla combustione dei gas di scarico. Le fiamme causarono la rottura e il cedimento del serbatoio esterno di idrogeno e ossigeno liquido e dell'attacco del booster ad esso. L'idrogeno contenuto fuoriuscì dal serbatoio e il booster si inclinò e la sua punta colpì e distrusse la parte alta del serbatoio contenente ossigeno liquido. L'idrogeno entrò a contatto l'ossigeno liquido e le fiamme dei motori, e a 73 secondi dal lancio l'orbiter e il serbatoio esterno esplosero, ma i due razzi laterali si staccarono e continuarono la loro corsa, e per motivi di sicurezza, vennero fatti esplodere con un radiocomando.